# Верер, Антуан
Антуа́н Ве́рер (люкс. Antoine Wehrer; 2 февраля 1890, Мамер, Люксембург — дата и место смерти неизвестны) — люксембургский гимнаст, участник летних Олимпийских игр 1912 года (4-е место в основном командном первенстве, 5-е место в командном первенстве по произвольной системе и 15-е место в личном первенстве).